# Plaisance-du-Sud
Plaisance-du-Sud (Plezans disid en créole haïtien) est une commune d'Haïti située dans le département de Nippes et l'arrondissement d'Anse-à-Veau.

## Démographie
La commune est peuplée de 24 777 habitants(recensement par estimation de 2009).

## Géographie
À partir d’une bretelle de raccordement, au niveau de Cavaillon de la route Nationale 2, une route cahoteuse et en terre battue, sur une bifurcation au nord appelée route Trois Mangot/Bonne fin, conduit à Plaisance-du-Sud. C’est une vallée ceinturée par les mornes Geffrard, Mardi-gras, au sud ; Tadis, Sudre, Clément à l’ouest ; Mingot, Gerin, Bois coupé, Bois joli et Morne Bellevue, Gauthier, au nord ; Nellier, Vassale, Cénacle, à l’est. Situé à 171km de Port-au-Prince, la capitale ; entre les communes des Baradères à l’ouest ; Cavaillon, au sud, L’Asile à l’est ; Petit Trou de Nippes au nord, et Anse-à-Veau au nord-est, c’est une enclave entre les départements du sud, des Nippes et de la Grand ’Anse.
La commune de Plaisance s’étend sur une superficie de 107,97 km2 et contient des montagnes et des plaines, elle est traversée par la rivière de Bois coupé et de Lexandre.
Cette commune de 27 000 habitants environ est dotée des structures administratives de base telles que : tribunal de paix, office de l’état civil, la Mairie, centre de santé, police municipale, police nationale, des écoles primaires, secondaires et professionnelles.
La commune de Plaisance-du-Sud est en grande partie une vallée. L’altitude est de 341 m.
À l’exception de la vallée regroupant les plaines de Gauthier, Ti François Clément, Lexandre et Dagoût. la topographie de la zone est très ondulée et accidentée, caractérisée par de fortes pentes. Les sols sont très sensibles à l’érosion.

## Histoire
Plaisance-du-Sud est une ville relativement nouvelle. Elle devint commune par une loi du 1er avril 2002 par la scission de la ville de Petit-Trou-de-Nippes.

## Administration
La commune est composée des sections communales de :
- Plaisance (ou Petit-François) 1ère section
- Anse-aux-Pins 2e section
- Vassal-Labiche 3e section